# Sitio de Jonuta (1866)
El Sitio de Jonuta, fueron las acciones militares emprendidas por las fuerzas republicanas tabasqueñas comandadas por el Coronel Gregorio Méndez, entre el 15 de abril y el 4 de septiembre de 1866, en la ciudad de Jonuta, Tabasco, México, como parte de la Segunda Intervención Francesa en México.

## Antecedentes
Desde el 21 de febrero de 1863 en que la villa de Jonuta cae en poder de las fuerzas imperialistas francesas, el ejército republicano tabasqueño sostuvo con los invasores, diversas batallas y combates con la finalidad de recuperar la plaza, la cual en algunos momentos fue recuperada por los republicanos.

### Primera Batalla
El 22 de diciembre de 1863, se registró en Jonuta un enfrentamiento armado entre valientes y patriotas soldados republicanos y simpatizantes del régimen imperialista, pero no se logra recuperar la población que continúa en poder de los intervencionistas franceses.

### Segunda Batalla
Tras ser desalojados de la capital del estado en la Toma de San Juan Bautista el 27 de febrero de 1864, los imperialistas franceses se refugiaron en la villa de Jonuta.
Es hasta el 17 de abril de 1864 cuando se libra en Jonuta otro fuerte y definitivo combate entre fuerzas republicanas tabasqueñas y tropas franco traidoras, logrando recuperar la ciudad expulsando a los invasores franceses de Jonuta y Palizada. Gregorio Méndez da instrucciones a coronel Lorenzo Prats para proteger la villa de Palizada que voluntariamente se había unido a Tabasco. Sin embargo el 10 de agosto tropas imperialistas franco traidoras ocupan de nuevo Palizada; provocando que los republicanos se repliegen a Jonuta.

### Tercera Batalla
El 23 de febrero de 1865, las fuerzas republicanas tabasqueñas encomiendan la defensa de la plaza de la villa de Jonuta al teniente coronel Lorenzo Prats.
El 1º de abril de 1865, la población de Jonuta es atacada por un cañonero imperialista francés, desarrollándose una nueva batalla en la que las tropas invasoras son rechazados por las fuerzas republicanas tabasqueñas.
El 1º de mayo de 1865, la villa de Palizada, Campeche, se une voluntariamente a Tabasco y El coronel Gregorio Méndez instruye al teniente coronel Lorenzo Prats, destacamentado en la villa de Jonuta, para que preste auxilio militar y oportuno a los habitantes de Palizada.

### Cuarta Batalla
El 5 de junio de 1865, tropas imperialistas derrotan a los republicanos Lorenzo Prats y Mateo Pimienta en Palizada; los vencidos se refugian en Tepetitán dejando sin defensa la villa de Jonuta, la cual  cae de nuevo en manos de los imperialistas franceses el 6 de junio.
En Tepetitán es relevado el teniente coronel Lorenzo Prats por el coronel Narciso Sáenz.

## Sitio de Jonuta
El 13 de abril de 1866 el coronel Gregorio Méndez se concentra en Tepetitán con el fin de preparar un ataque sorpresa a la villa de Jonuta en poder de los imperialistas, y el 15 de abril de ese .año, inicia el ataque a la villa de Jonuta. Al día siguiente, las fuerzas de Gregorio Méndez son reforzadas por el ejército del coronel Celestino Brito. 
Dos días después, el 17 de abril, se rinden los imperialistas dejando como botín de guerra 3 cañones, 14 cajas de parque, 150 fusiles y 1 bandera. Sin embargo, el 4 de mayo la villa de Jonuta es tomada nuevamente por los imperialistas franceses.
El 11 de agosto de 1866, Diego Oncay, comandante imperialista del ejército intervencionísta francés, y encargado de la guarnición de la villa de Jonuta, se subleva y se pone a disposición del gobierno del estado, su adhesión es aceptada. Esto provoca que a finales de agosto de ese año, los imperialistas franceses ataquen nuevamente la villa de Jonuta logrando recuperarla. Sin embargo ante el empuje de las fuerzas republicanas, la abandonan a los cuatro días, después de saquearla completamente.

## Consecuencias
Una vez recuperada Jonuta, las fuerzas republicanas al mando del coronel Filomeno López Aguado salen de la villa el 23 de abril de 1867 y toman Palizada y el puerto de El Carmen, Campeche, expulsando a los imperialistas.
La retirada del ejército invasor francés de Jonuta, significa la expulsión total y definitiva de los intervencionistas franceses de Tabasco, lucha que había iniciado el 1 de noviembre de 1863 con la victoria del ejército republicano tabasqueño en la batalla de El Jahuactal, culminaría tres años después con el sitio y toma de Jonuta en 1866.